# Eria porteri
Eria porteri är en orkidéart som beskrevs av Gunnar Seidenfaden och A.D.Kerr. Eria porteri ingår i släktet Eria och familjen orkidéer.
Artens utbredningsområde är Laos. Inga underarter finns listade i Catalogue of Life.